# Allium litardierei
Allium litardierei — вид рослин з родини амарилісових (Amaryllidaceae); поширений у Алжирі, Марокко, Тунісі.

## Поширення
Поширений у Алжирі, Марокко, Тунісі.